# Henoteizam
Henoteizam je verovanje u jednog boga i zastupljeno je u hinduizmu. Henoteizam jeste verovanje u jednog boga, ali ne isključuje verovanje u niz božanstva. Henoteizam se često uzima kao primer za prelazak iz mnogoboštva u jednoboštvo time što bi jedno božanstvo dobilo glavnu ulogu u religiji jednog drustva. Sa vremenom sva druga božanstva bi izgubila svoje božanstvene atribute. Danas postoji diskusija koliko se hinduizam ili bar pojedini pravci hinduizma mogu smatrati henoteizmom ili pak monoteizmom.

## Spoljašnje veze
- Архивирано на веб-сајту  (3. новембар 2011)